# Pseudopimelodus mangurus
Pseudopimelodus mangurus és una espècie de peix de la família dels pseudopimelòdids i de l'ordre dels siluriformes.

## Morfologia
- Els mascles poden assolir 69 cm de longitud total i 6.700 g de pes.[5][6]

## Alimentació
És carnívor.

## Hàbitat
És un peix d'aigua dolça i de clima subtropical.

## Distribució geogràfica
Es troba a Sud-amèrica: conques dels rius Paranà, Uruguai, Paraguai i Riu de La Plata.